# Tram van Wrocław
De tram van Wrocław (Duits: Breslau, Silezisch-Duits: Brassel, Tsjechisch: Vratislav) is een van de oudste tramnetten in Polen. Op dit moment wordt het geëxploiteerd door MPK Wrocław (Miejskie Przedsiębiorstwo Komunikacyjne Sp. z o.o. we Wrocławiu). Het systeem bestaat in 2012 uit 20 lijnen met een totale lengte van ongeveer 250 kilometer. Het systeem gebruikt normaalspoor (1435 mm). Het trambedrijf in Wrocław rijdt onder een netspanning van 660 V.

## Geschiedenis
De eenwording van Duitsland in 1871 betekende dat Breslau de zesde stad van dat land werd en ze werd in 1919 hoofdstad van de provincie Neder-Silezië (Niederschlesien). Tussen 1925 en 1930 werd Breslau uitgebreid door de annexatie van omliggende gemeentes en groeide tot een omvang van 175 km2 en 600.000 inwoners. De ontwikkeling van het openbaar vervoer in de stad moet in het licht van deze geschiedenis worden beoordeeld. Het werd met Duitse middelen opgericht en bestuurd en van rollend materieel voorzien en werd pas in 1945 Pools.

#### Paardentram
Op 4 juli 1876 verkreeg Johannes Büssing, een handelsman uit Berlijn, een concessie voor 30 jaar voor de bouw en exploitatie van een paardentramlijn in Breslau. Op 1 november van dat jaar werd de concessie overgenomen door de Breslauer Straßen-Eisenbahn-Gesellschaft (BSEG). De eerste paardentram in Breslau reed op 10 juli 1877 op een route van het centrum naar dierentuin Krasinski. Na enkele maanden werd de lijn doorgetrokken naar het Strzegomskiegoplein. Een tweede lijn werd aangelegd op het traject tussen Krzyki en Dworzec Nadodrze (het hoofdstation van de spoorwegen). In 1878 werd een derde lijn geopend die over de Markt naar het zuidoostelijke deel van de stad liep dat spoorwegovergang Oławska werd genoemd. In latere stadia werd een tweede spoor aan het oorspronkelijke enkelspoor toegevoegd zodat frequenter kon worden gereden. De BSEG deed het zakelijk goed: tussen 1878 en 1909 kon ieder jaar minimaal 5% dividend worden uitgekeerd, in 1899 zelfs 14%. In het jaar 1891 werden met behulp van 337 paarden en 86 trams 8,2 miljoen passagiers vervoerd. In 1900 bezat het bedrijf zelfs 524 paarden, 140 wagens en vervoerde 15,4 miljoen passagiers. Op 30 juni 1906 reed de laatste paardentramlijn.

#### Elektrische tram

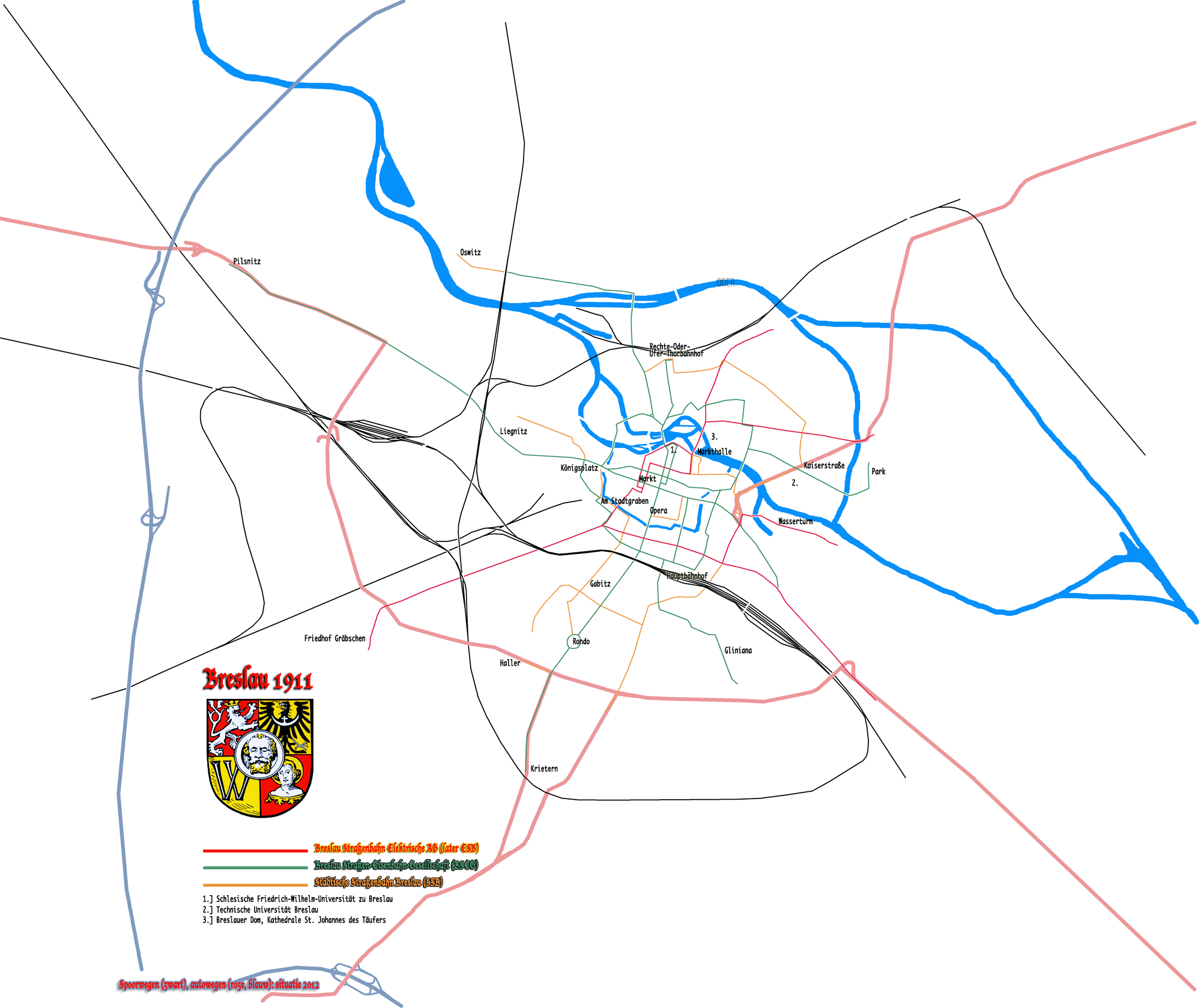
De 3 trambedrijven in Breslau in 1911. Gekozen is voor de toen actuele Duitse benamingen.

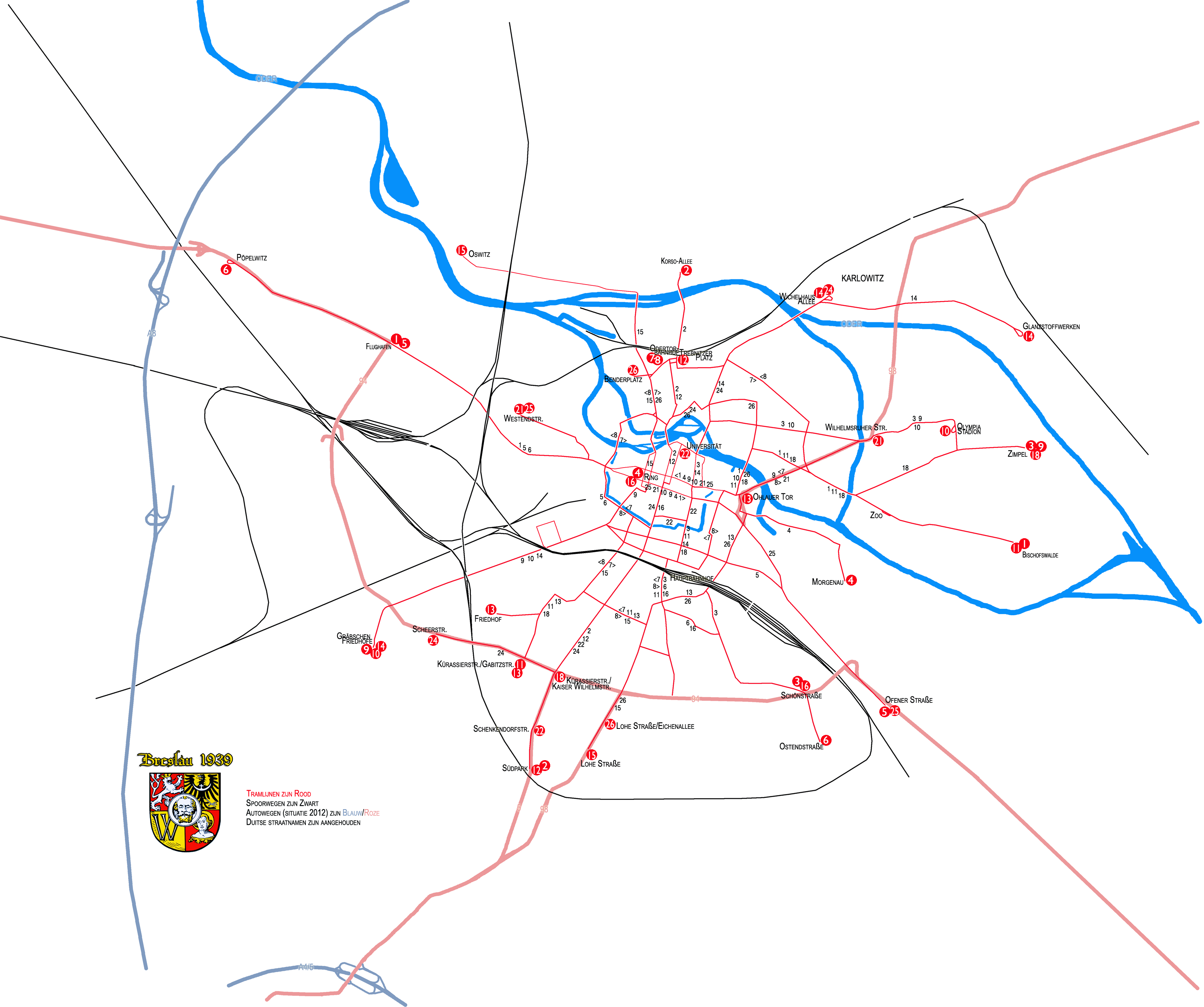
Tramnet van Breslau in 1939. Lijn 7/8 was de zgn. 'Bahnhofsring'. Gekozen is voor de toen actuele Duitse benamingen.

Op 2 april 1892 werd aan de Breslau Straßenbahn Elektrische AG (later ESB) een concessie voor 30 jaar verleend tot het bouwen en exploiteren van een elektrisch tramnet. Op 14 juli 1893 werd de eerste lijn geopend die ook de eerste elektrische tramlijn van het huidige Polen was. De BSEG wilde haar paardentramlijnen ook elektrificeren en zij verwierf voor haar lijnen op 14 juni 1892 een concessie. Op 6 augustus 1901 verkreeg een derde bedrijf, de Städtische Straßenbahn Breslau (SSB), dat eigendom van de stad was, een concessie voor de bouw en exploitatie van tramlijnen. Omdat de gemeenteraad een situatie wilde voorkomen zoals die in Berlijn was ontstaan, werd besloten dat nieuwe tramlijnen in opdracht van het gemeentebestuur tot stand zouden komen. Zo werd de Berlijnse situatie, waar de particuliere Große Berliner Straßenbahn het vervoersbeleid dicteerde en andere bedrijven willekeurig tramlijnen openden, voorkomen en konden ook lijnen die in eerste instantie minder winstgevend waren, worden aangelegd. De SSB opende op twee routes elektrische lijnen: Popowice – Oławska poort en Popowice – Centraal Station. In 1900 besloot de gemeenteraad de twee andere trambedrijven op te kopen en in de SSB te integreren maar de uitvoering van dit voornemen ging niet zonder problemen. De SSB breidde het netwerk flink uit maar kon niet uit de rode cijfers blijven. Haar uitbreiding waren weinig lucratief. Regelmatige protesteerde BSEG tegen het medegebruik van haar sporen door SSB-lijnen en dwarsboomde de dienstuitvoering. De gemeente daagde BSEG voor de rechtbank om het gebruiksrecht te regelen. Tegelijkertijd vocht SSB een plan van de BSEG aan die een tramlijn in een parallelle straat aan een SSB-lijn, de Nowowiejska straat, wilde aanleggen. De concurrentie leidde tot grote expansie en ook tot wanordelijke groei. Omdat er geen afstemming was over nieuw aan te leggen lijnen, ontwikkelden de drie bedrijven ieder hun eigen netwerk. Dit leidde in de binnenstad tot een dicht tramnet.
In 1911 besloot de stad de BSEG voor 10 miljoen Mark te verwerven en werden diens lijnen in de SSB geïntegreerd en werden 2 nieuwe remises gebouwd. Op 1 juli 1912 werd door de stad een andere primeur gepresenteerd. Men opende een 4,4 kilometer lange trolleybuslijn van het centrum naar Brochów. De trolleybus stond echter technisch nog in de kinderschoenen en na één jaar werd de lijn weer opgeheven. In 1919 bezat SSB 85 motorwagens, 150 bijwagens en 673 medewerkers en vervoerde jaarlijks zo’n 30 miljoen passagiers. Op 1 juni 1923 kon de stad uiteindelijk ook de ESB overnemen en ook die lijnen werden in het SSB-net opgenomen. Pas in de jaren 1924-1927 kon het tramnet worden gerationaliseerd en werd het dichte binnenstadsnetwerk verbeterd. Het net werd samenhangend gemaakt door lijnen beter te verbinden en aan elkaar te knopen. Dit hief het veelvuldig overstappen tussen lijnen van verschillende ondernemingen, dat typerend voor het openbaar vervoer in de stad was, op. Ook kon de tariefstructuur worden vereenvoudigd. In de jaren 1920 werd de basis voor het netwerk zoals dat in 2012 bestaat, reeds gelegd. In de crisistijd slaagde het bedrijf er in nog enkele belangrijke uitbreidingen te realiseren. Lijnen naar het Olympisch Stadion en naar het westelijk én oostelijk deel van de groeiende stad werden geopend. In eerste instantie werd stroom met behulp van een trolleystang afgenomen maar in de jaren 1930 werd gestart met de ombouw van de bovenleiding voor stroomafname door middel van een schaarbeugel. De voltooiing hiervan kon pas na de Tweede Wereldoorlog worden bereikt.

## Tweede Wereldoorlog
Gedurende de Tweede Wereldoorlog leed Breslau verschrikkelijk onder de vijandelijkheden. Voor en tijdens de Duitse inval in Polen (1 september 1939) werd Breslau garnizoens- en frontlijnstad. Alle buslijnen werden gestaakt om brandstof te sparen en alle inwoners waren op de tram aangewezen. In november 1943 werd het hele tramnet gereorganiseerd om ieder stadsdeel een rechtstreekse verbinding met de markt te geven. Er werden ambulancetrams ingezet die gewonden vervoerden en toilettrams die zorgden voor de afvoer van fecaliën om ziekteverspreiding in de gebombardeerde stadsdelen tegen te gaan. Men legde nog een rechtstreekse tramlijn tussen het station en het grootste ziekenhuis aan om de vele gewonden van het front direct naar het ziekenhuis te kunnen vervoeren. Tijdens de belegering van de Festung Breslau werden trams op de barricades geworpen.

## Periode vanaf 1945

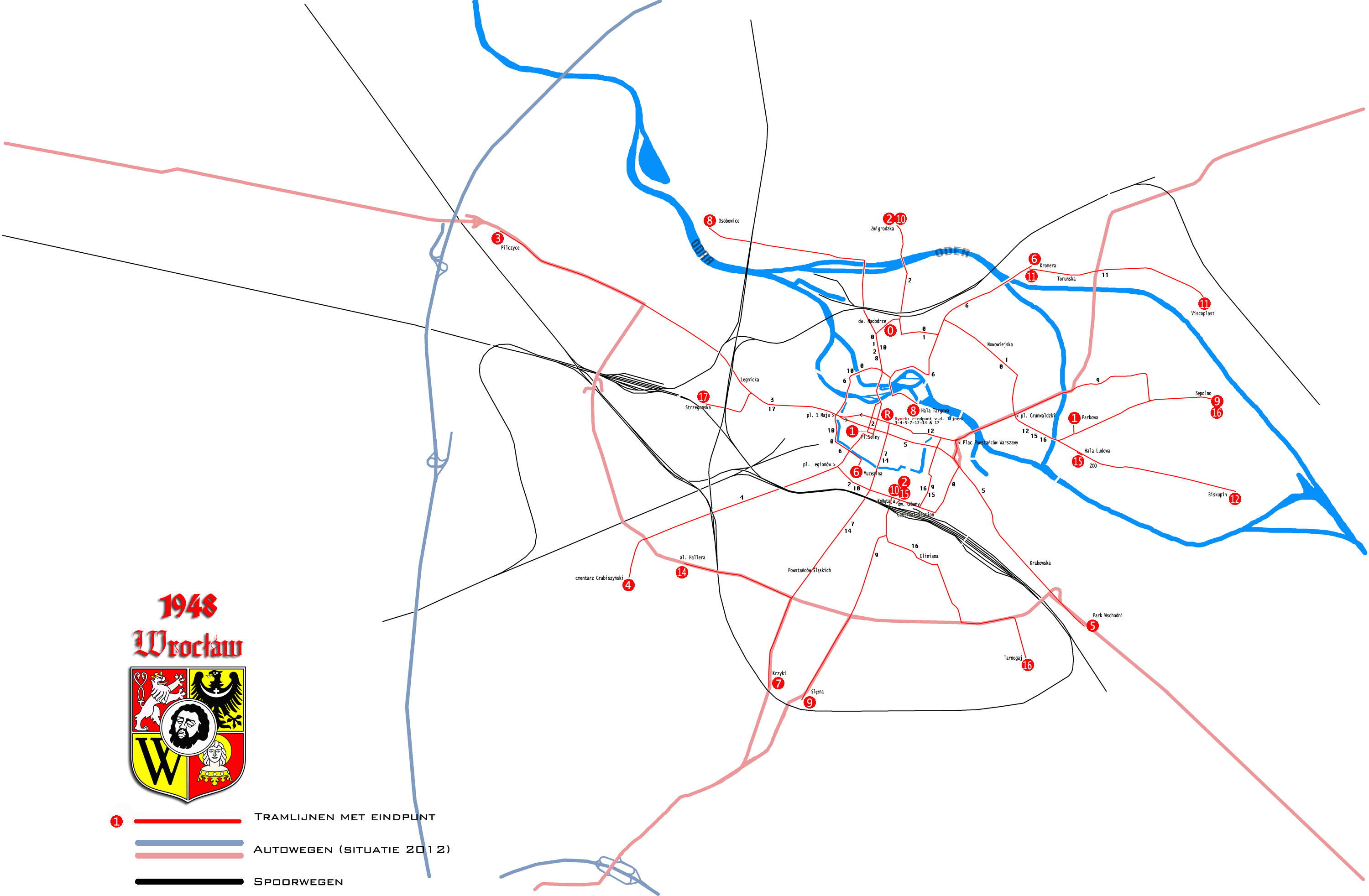
Het tramnet 3 jaar na het einde van de Tweede Wereldoorlog, mei 1948.

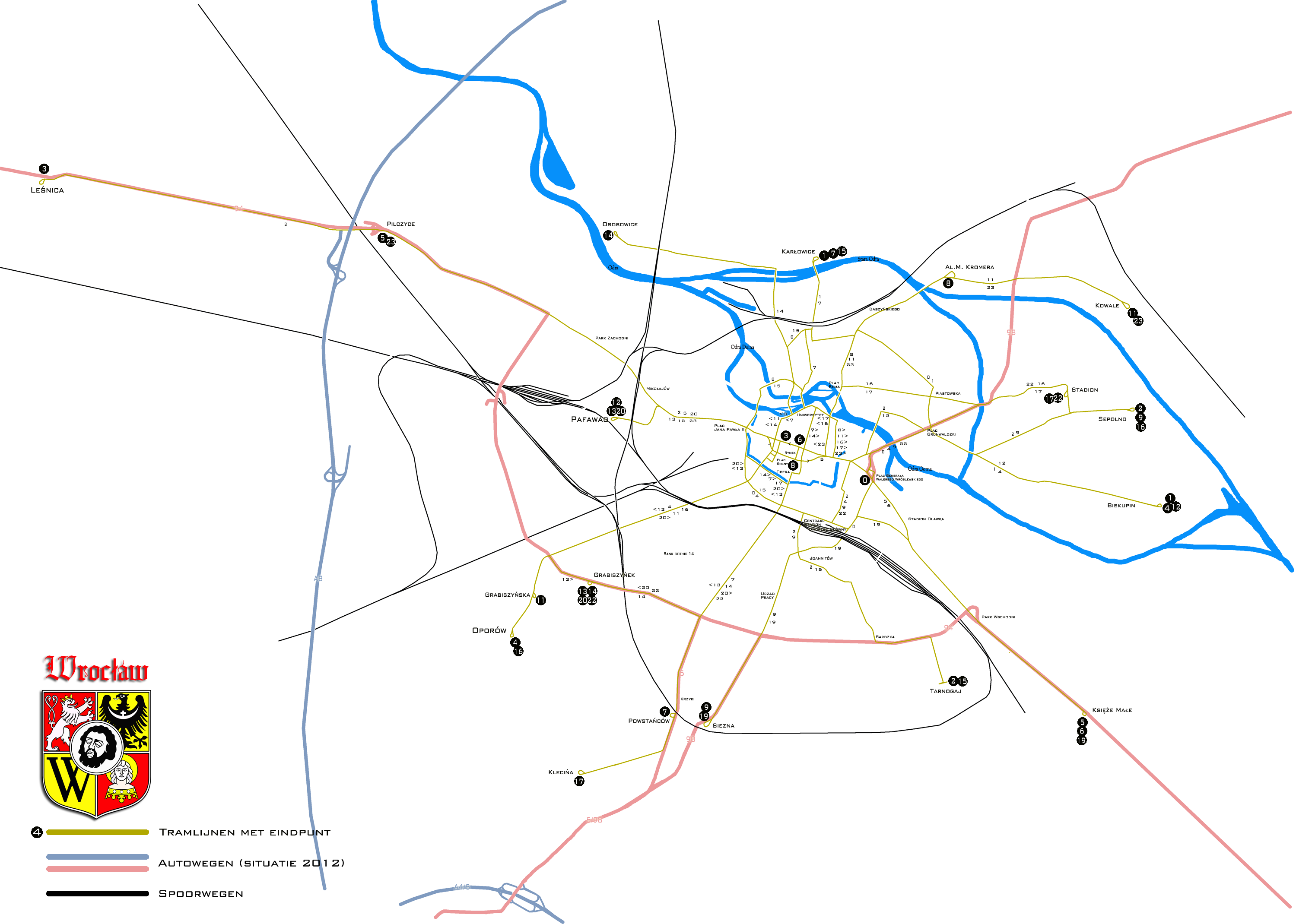
Tramnet van Wrocław in 1974.

Het grootste gedeelte van de infrastructuur was na de capitulatie onbruikbaar of gesloopt. Zo was alle bovenleiding door branden gesmolten of ze was gestolen. De nog aanwezige rails was bedekt met een grote hoeveelheid puin en afval. Slechts 25% van de motorwagens waren nog min of meer bruikbaar; 43 van de 150 bijwagens nog inzetbaar. De volgende lijnen werden op de volgende data weer gedeeltelijk in gebruik genomen:
| Lijn nr | Datum heropening | Traject                                                |
| ------- | ---------------- | ------------------------------------------------------ |
| 1       | 22.7.1945        | Biskupin – Słowiańska                                  |
| 2       | 6.10.1945        | Dworzec Nadodrze – Karłowice                           |
| 3       | 22.11.1945       | Rynek – Legnicka/Poznańska                             |
| 4       | 24.1.1946        | Rynek – Cmentarz Grabiszyński                          |
| 5       | 15.3.1946        | Rynek – ul. Krakowska                                  |
| 6       | 25.7.1946        | Mosty Warszawskie – ul. Muzealna                       |
| 7       | 27.9.1946        | Rynek – Świdnicka – Powstańców Śl. – Krzyki            |
| 8       | 17.7.1946        | pl. Karola Marksa (dziś pl. Strzelecki) – Osobowice    |
| 9       | 30.9.1946        | ul. Chopina – ul. Sienkiewicza                         |
| 10      | 26.7.1946        | Dworzec Nadodrze – Dworzec Świebodzki – Dworzec Główny |
| 11      | 1.12.1946        | al. Marcina Kromera – Kowale                           |
| 12      | 1947             | Sępolno – Rynek                                        |
| 14      | 26.5.1948        | Grabiszynek – Powstańców Śląskich – Rynek              |
| 15      | 1948             | Dyrekcyjna – Hala Ludowa                               |
| 0       | 1948             | Zerówka (Ringlijn)                                     |

De eerste tramlijn die weer in dienst kon komen was lijn 1 in de omgeving van tramremise Biskupin. Andere lijnen werden geleidelijk hersteld en in 1946 konden de radiale lijnen 4 t/m 11 weer (gedeeltelijk) in dienst worden genomen. Door de materieelschaarste en de vele beschadigde sporen moesten echter bijna alle tramlijnen in het centrum, op of nabij de markt (Rynek) eindigen. In 1947 werden de eerste nachtlijn (E) in dienst gesteld, die in 1948 alweer werd opgeheven. Vanaf dat jaar reden de lijn 0 tot 12 iedere nacht elk uur; deze service werd in 2003 opgeheven. Pas vanaf 1948 konden nieuwe tramlijnen in dienst worden gesteld die vanaf 14 werden genummerd en kon ringlijn 0 weer geheel in gebruik worden genomen. (Het lijnnummer 13 werd overgeslagen.) Lijn 17 werd een nieuwe lijn naar de Pafawag (voorheen Linke-Hofmann) trein- en tramfabrieken. In 1949 was het tramnet zoals het voor de Tweede Wereldoorlog bestond grotendeels hersteld maar de traditionele lijnenloop werd sterk gereorganiseerd. Alleen in het centrum was herstel van de oorlogsschade nog steeds gaande. De grootste uitbreiding was het aanleggen van een tramverbinding Pilczyce - Leśnica (lijn 3) naar het noordwesten van de stad. In 1950 werd Księże Małe (Duits: Klein Ohlewiesen) in het zuidoosten van de stad aangesloten op het tramnet. De jaren 1960 werden gebruikt grote investeringen in het stadscentrum te doen zodat lijnen en de infrastructuur werden verbeterd. In 1965 werd een groot onderzoek onder de gebruikers van het stadsvervoer uitgevoerd. De vragen concentreerden zich op de gewenste verbindingen en andere services. Er moest een plan worden opgesteld de 18 tram- en 23 buslijnen te verbeteren. De aanbevelingen volgden de trend van die tijd: buslijnen naar het stadscentrum voeren, zwakke tramlijnen opheffen, korte verbindingen rationaliseren en uiteindelijk de meeste zwakke tramlijnen door meer efficiënte busverbindingen vervangen. Efficiencyverbetering werd vertaald in een plan de tramverbinding rond de centrale markt geheel op te heffen. Nadat het plan was uitgewerkt en in het gemeentebestuur aangenomen volgde de uitvoering. De opheffing van de tramlijn naar Osobowice veroorzaakte een enorme hoeveelheid protest onder de bevolking en deze werd, gesteund door de schrijvende pers, uiteindelijk weer in dienst gesteld. Tussen 1967 en 1971 werden echter ook nieuwe uitbreidingen in dienst gesteld (naar Grabiszynek en Mickiewicz). In 1974 werden de tramlijnen 3, 6 en 8 als laatste lijnen die op de markt eindigden, verlegd.
Vanaf 1978 werd een tramlijn op vrije baan aangelegd over de nieuw aangelegde Trasa Wschód-Zachód (ulicy Kazimierza Wielkiego), de verbinding onderlangs het centrum over de grote ring die voor een groot gedeelte over de gedempte oude gracht (de Schwarze Ohle) liep. De binnenstadsverbindingen over Ruska en Oławska (zuidelijk) en Wira Stwosza en Świętego Mikołaja (noordelijk) werden daarbij opgeheven. In de jaren 1980 verminderde de populariteit van bussen. De strenge winter van 1978 op 1979 had zoveel onderbrekingen van buslijnen veroorzaakt en op sommige lijnen werd gereden niet maanden. Toen het weer verbeterde, bleken vele bussen met grote mankementen langs de kant te staan en niet meer te repareren. Er waren geen onderdelen meer beschikbaar. Het publiek keerde massaal terug naar de – meestal ongehinderd – rijdende tram en begon om tramuitbreidingen te vragen. De lijn naar Leśnica werd dubbelsporig (in 1981) en er volgden uitbreidingen met lijnen naar Wrozametu Karlovice en van Biskupin naar Bartoszowice. Grote problemen waren er wel de stroomvoorziening zeker te stellen. Er was een grote vertraging bij de levering en bouw van onderstations. In 1987 werd een tramlijn over Bardzkie aangelegd en de sporen op placu Społecznego (Socialistenplein) in het stadscentrum werden geheel vernieuwd. Sinds de jaren 1990 is er sprake van stagnatie wat betreft groot onderhoud. Enkele lijnen en lijngedeeltes werden opgeheven en nieuwe uitbreidingsplannen verdwenen in de ijskast en kwamen er niet meer uit. Sinds 1997 is er bij de exploitatie geen enkele dag geweest dat alle tramlijnen volgens de juiste frequentie en route konden rijden. De redenen hiervoor zijn: slechte toestand van de baan, defect materieel, storingen in de stoomtoevoer, weigerende wissels, verkeerd geparkeerde auto’s en een gebrek aan onderhoud. Soms worden vervangende bussen ingezet maar deze blijven steken tussen het sterk gegroeide particuliere autoverkeer. De communicatie met het publiek werd door verschillende instanties uitgevoerd waardoor soms grote verwarring ontstond. In 2005 meldde het vervoerbedrijf dat lijn 22 naar Leśnica zou worden verlegd en lijn 3 ingekort tot Pilczyce. De Raad van Wegen en Verkeer communiceerde deze wijziging echter als tijdelijk en onder een nieuw nummer: 12. Uiteindelijk werden de lijnen 10 en 20 naar Leśnica gevoerd.

## Ontwikkelingen tot 2012, Tram PLUS

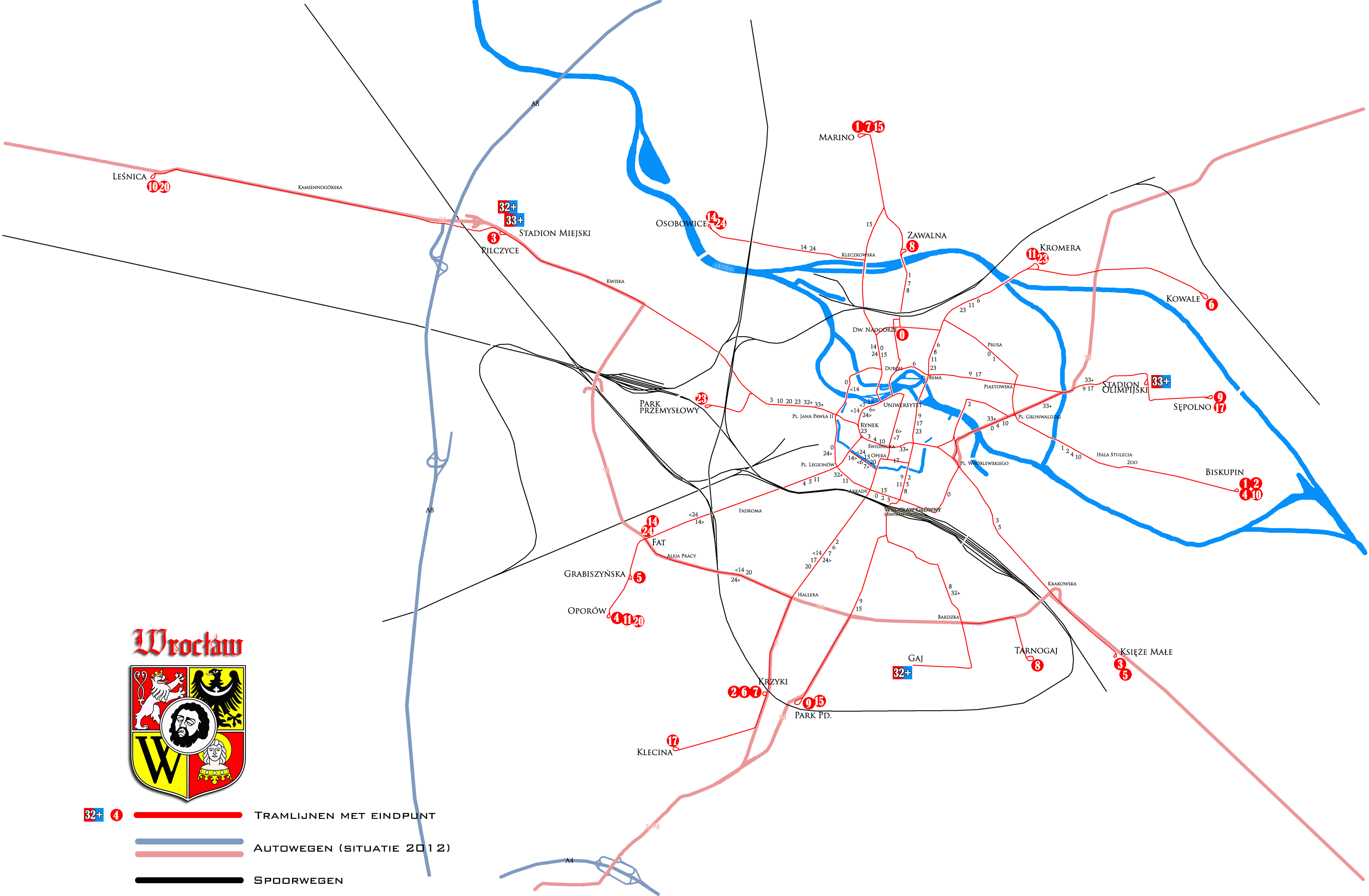
Tramnet in 2012 met de Tram PLUS-lijnen 32+ en 33+

Na 1990 zijn in de stad toch vele investeringen gedaan om vrije banen voor de tramlijnen aan te leggen. Tramlijnen maken echter ook nog gebruik van het klassieke straatspoor ook omdat in de stad niet overal ruimte is een vrije baan te realiseren. Het betreft ong. 28 kilometer. Op sommige plaatsen wordt een vrije baan gesuggereerd doordat de tram op een kleine verhoging rijdt die ook door particulier verkeer kan worden bereden. Op een totale lengte van het tramnet van 258 kilometer ligt 20 km in het voetgangersgebied en wordt gepland het straatspoor daar waar mogelijk te scheiden van particulier verkeer, deels door afsluitingen. Al het trammaterieel is alleen geschikt als eenrichtingsmateriaal zodat alle tramlijnen eindpuntlussen hebben. Met de instroom van de nieuwste Škoda 19 T trams wordt voor het eerst een modern tweerichtingsmaterieel toegevoegd. Deze nieuwe trams zijn – met de Škoda’s 16 T – bedoeld voor de Tram PLUS-lijnen.
In 2006 begon de ombouw van de bestaande verbindingen tussen Pilczyce en het Olympisch Stadion (Stadion Olimpijski we Wrocławiu) in het oosten van de stad en met Gaj in het zuidoosten. De west-oostverbinding loopt door het centrum over Pl. Grunwaldzki en de verbinding naar Gaj via Pl. Legionów en het Centraal Station. Bij het Centraal Station en bij de Theaterstraat werden twee ondergrondse doorverbindingen gepland, die echter voorlopig niet kunnen worden gerealiseerd. Het plan zou de reistijd op de beoogde tramlijnen met 50% doen afnemen. Mede voor de UEFA Europese Voetbalkampioenschappen in 2012 werd de opwaardering van de lijn naar Pilczyce, waar het nieuwe Stadion Miejski is gebouwd, gepland en gerealiseerd. Dit nieuwe stadion ligt op de route naar Leśnica van de lijn 10/20 en wordt via de nieuwe tramlijn 32 PLUS met het Centraal Station verbonden. Op de Tram PLUS-lijnen worden alle stoplichten door de trams beïnvloed om zo een hogere rijsnelheid te krijgen. Voor deze lijnen zijn de nieuwe Škoda-trams aangeschaft. Voor de voetbalkampioenschappen was ook een aftakking van de Leśnica-lijn naar Kozanów gepland maar deze werd niet gerealiseerd. Ook de drukke lijn naar Biskupin wordt tot Tram PLUS-niveau omgebouwd.
In de toekomstvisie van MPK en het stadsbestuur is de tram de drager van het openbaar vervoer. Ambitieus zijn de plannen om tramlijnen aan te leggen naar Maślice I en II, geheel nieuwe lijnen naar Nowy Dwor, een extra zuidwestelijk doorstek naar de wijk Opowów II, een verlenging van de lijnen 9 en 15 naar Ołtazyn, van Morwowa (lijn 32 PLUS) naar Jagodno, een aftakking van de lijnen in het noorden van Marino naar Karłowice. Daarbovenop zeer ambitieuze plannen voor tramlijnen in het noordoosten als verlengingen van de lijnen naar Kowale (6) en 9 en 17 naar Pawłowice, Zakrzów en Psie Pole (Duits: Hundsfeld). De doelstelling voor al deze uitbreidingen was op 2015 gezet maar financiering ervoor is niet rond.

#### Dienstuitvoering
De nummers 0 tot en met 24 zijn gereserveerd voor ‘gewone’ tramlijnen terwijl nummers 30-39 gereserveerd worden voor Tram PLUS-lijnen, eerder waren deze nummers gereserveerd voor de nachtlijnen die zijn vervallen. Lijn 0 – de zerówka – is een ringlijn, die de aanduiding 0L (Lewo - linksom) en 0p (Prawo - rechtsom) heeft. Omdat er veel infrastructurele werken zijn, worden tramlijnen regelmatig ingekort of veranderd. De inwoners van Wrocław zijn echter gehecht aan de vaste nummers voor tramlijnen. Vervangende lijnen worden met een groot nummer op een bord voor op de tram getoond, de ondergrond van het bord is dan geel in plaats van wit. Soms krijgen tijdelijke lijnen een 7 voor hun nummer maar overzichtelijk is dat niet. Zo werd de verkorte lijn 15 niet met 715 maar met 75 aangeduid. Tijdens grote evenementen in de Hala Stulecia of Hala Ludowa of het Olympisch Stadion worden extra trams ingezet die dan de aanduiding E achter hun lijnnummer krijgen. Tijdens Allerzielen rijden er extra tram naar de begraafplaatsen met een E vóór hun nummer: E1, E5, E9.

## Rollend materieel
De eerste paardentrams werden gebouwd door Herbrand uit Keulen. Latere series werden door Linke-Hofmann gebouwd. Ook de eerste elektrische trams kwamen bij Herbrand van de band. Het betrof een serie van 40 motor- en 25 bijwagens. Omdat Linke-Hofmann dé lokale tramfabriek was, lag het voor de hand – er bestonden nog geen Europese aanbestedingsregels – dat alle trams van die fabriek werden gekocht. De eerste massale productie van gelaste stalen trams werd in Breslau in dienst gesteld. De serie omvatte 232 motorwagens, LH Standard genaamd. Na de Tweede Wereldoorlog werden trams type N, en daarna 102N, 102Na en 102e (de laatste werd uitsluitend gebruikt in Wrocław) in dienst gesteld. In 2010 beschikte het vervoersbedrijf over 5 types trams:
- Konstal 105N – 180 vierassige motor- en 90 bijwagens (ongemoderniseerd) op twee trucks
- Konstal Protram 105NaWr – 172 vierassige gemoderniseerde motor- en 86 bijwagens van het type Konstal 105N op twee trucks
- Protram WrAs 204 – 12 vierassige motor- en 6 bijwagens op twee trucks
- Protram WrAs 205 – 26 dubbelgelde trams met een lage middenvloer in de middelste geleding
- Škoda 16 T – 17 vijfdelige trams met een gedeeltelijk lage vloer (65%)
- Škoda 19 T – 31 vijfdelige tweerichtingtrams met een gedeeltelijk lage vloer (65%)

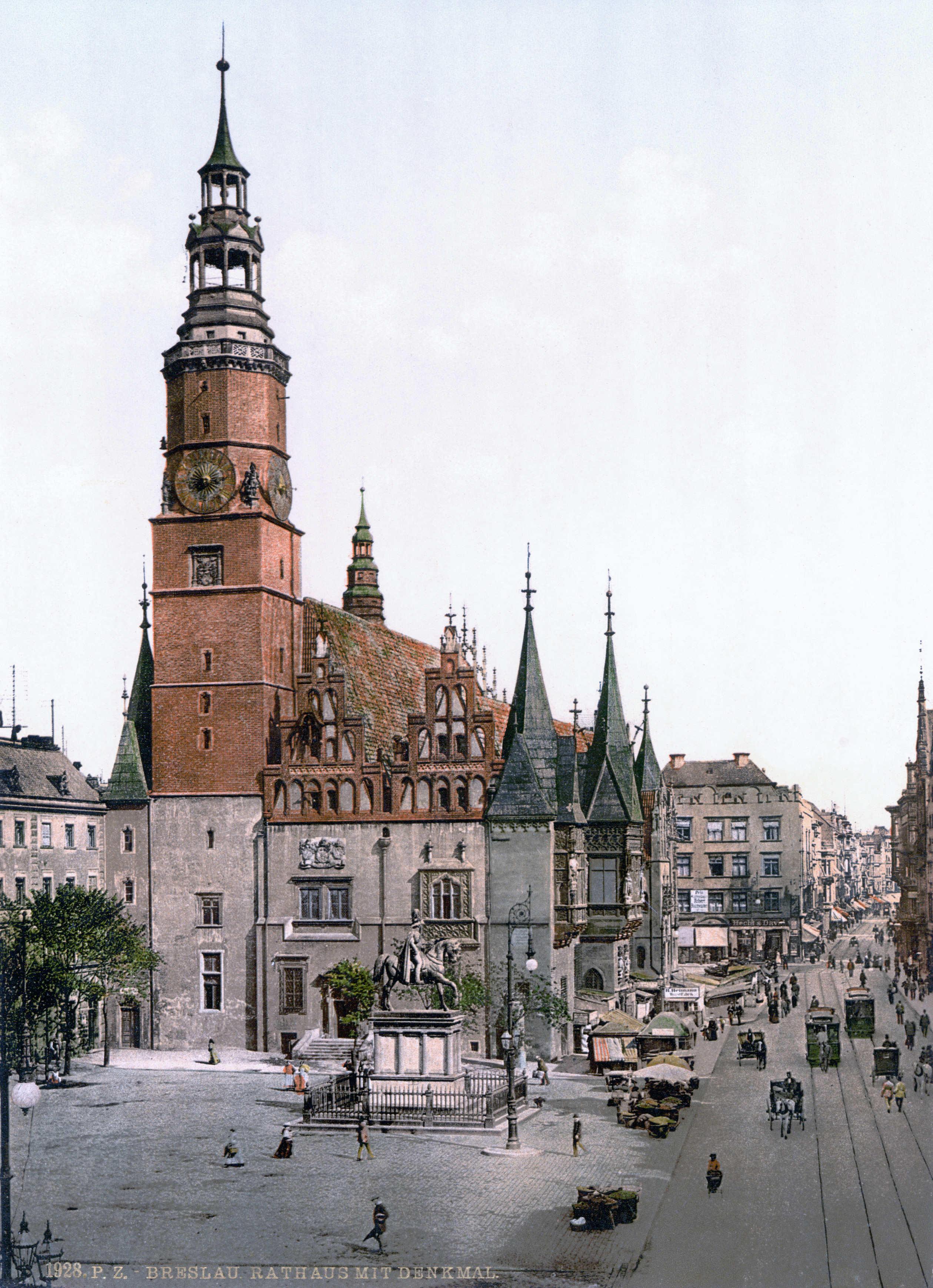
Stadhuis van Breslau met rechts de sporen van de paardentram. Circa 1900.
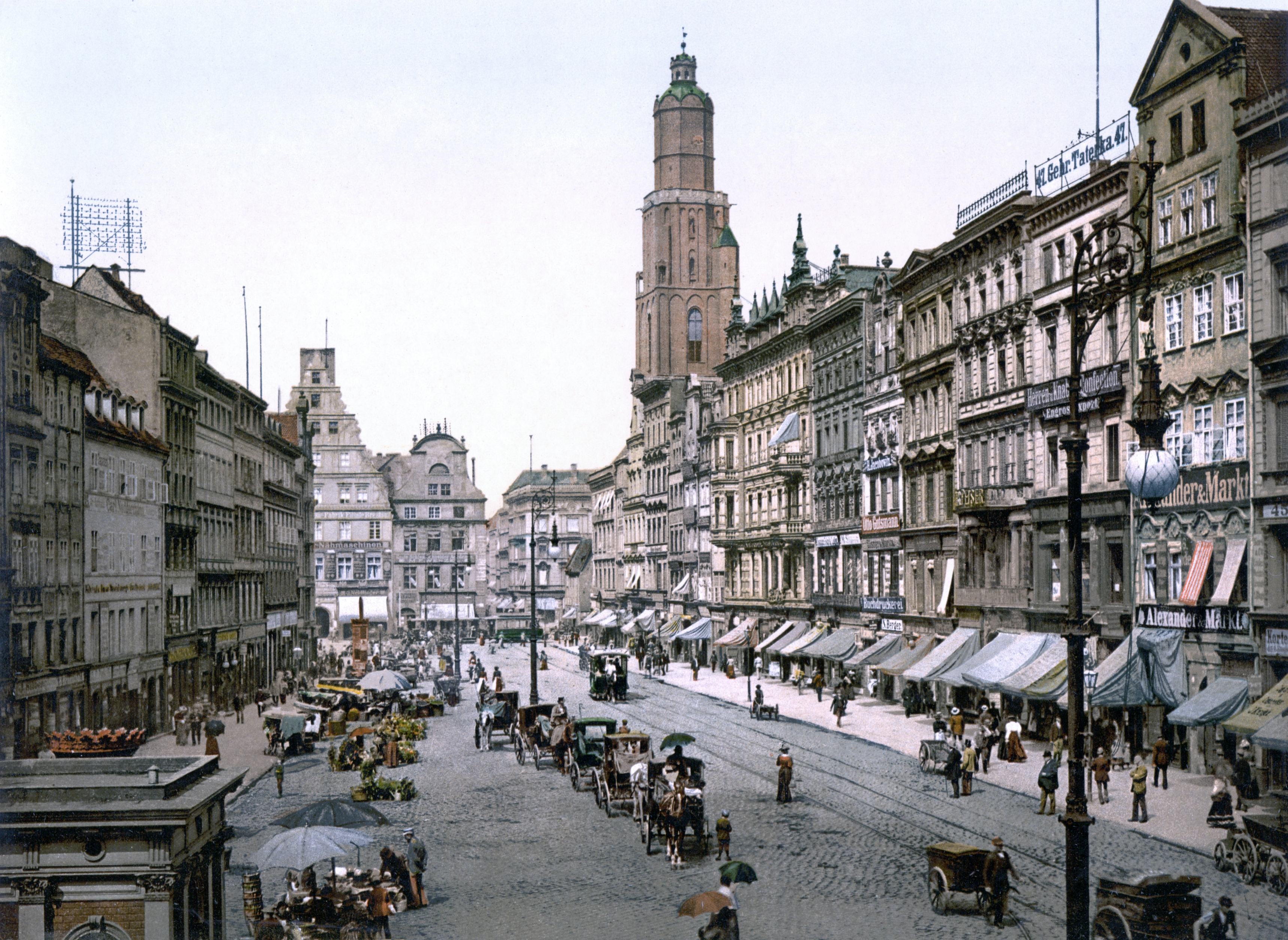
Markt van Breslau, opname tussen 1890 en 1900, met paardentram.
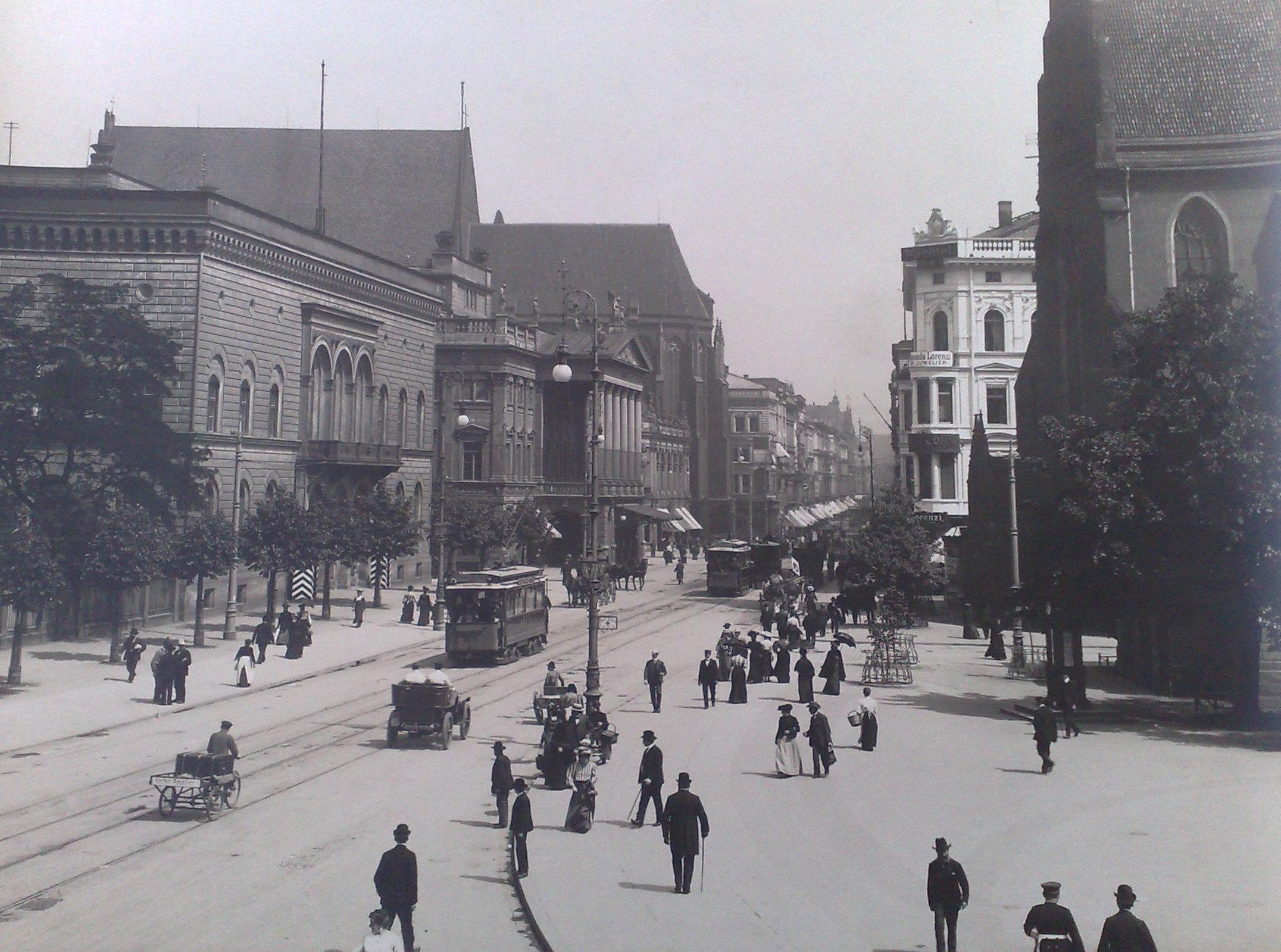
Schweidnitzer Strasse (heden: ulica Świdnicka) met elektrische tram in 1906. In het midden het classicistische gebouw van de opera.
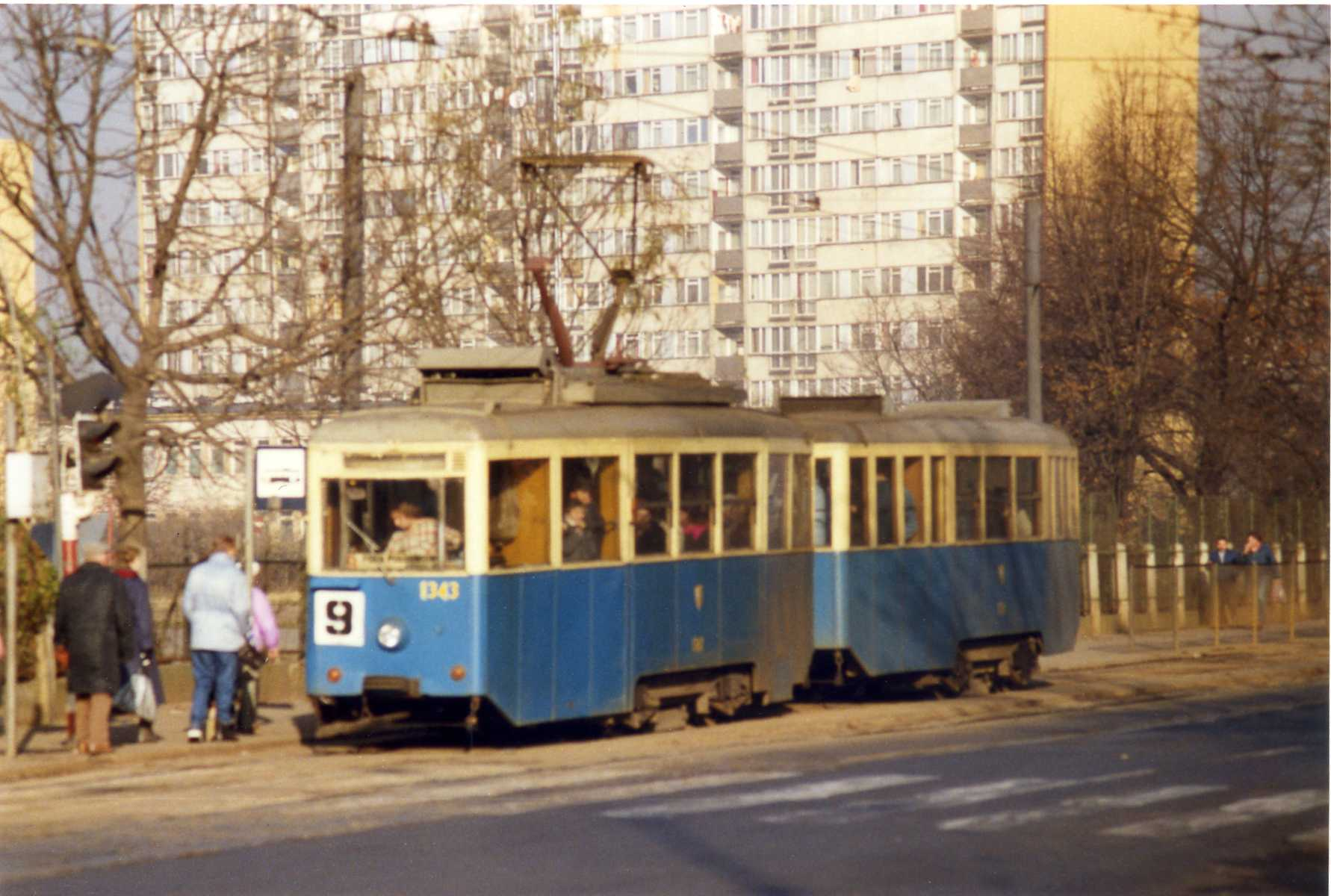
Traditionele Konstal N trams waarvan er vele voor Poolse trambedrijven zijn gebouwd. 1989.
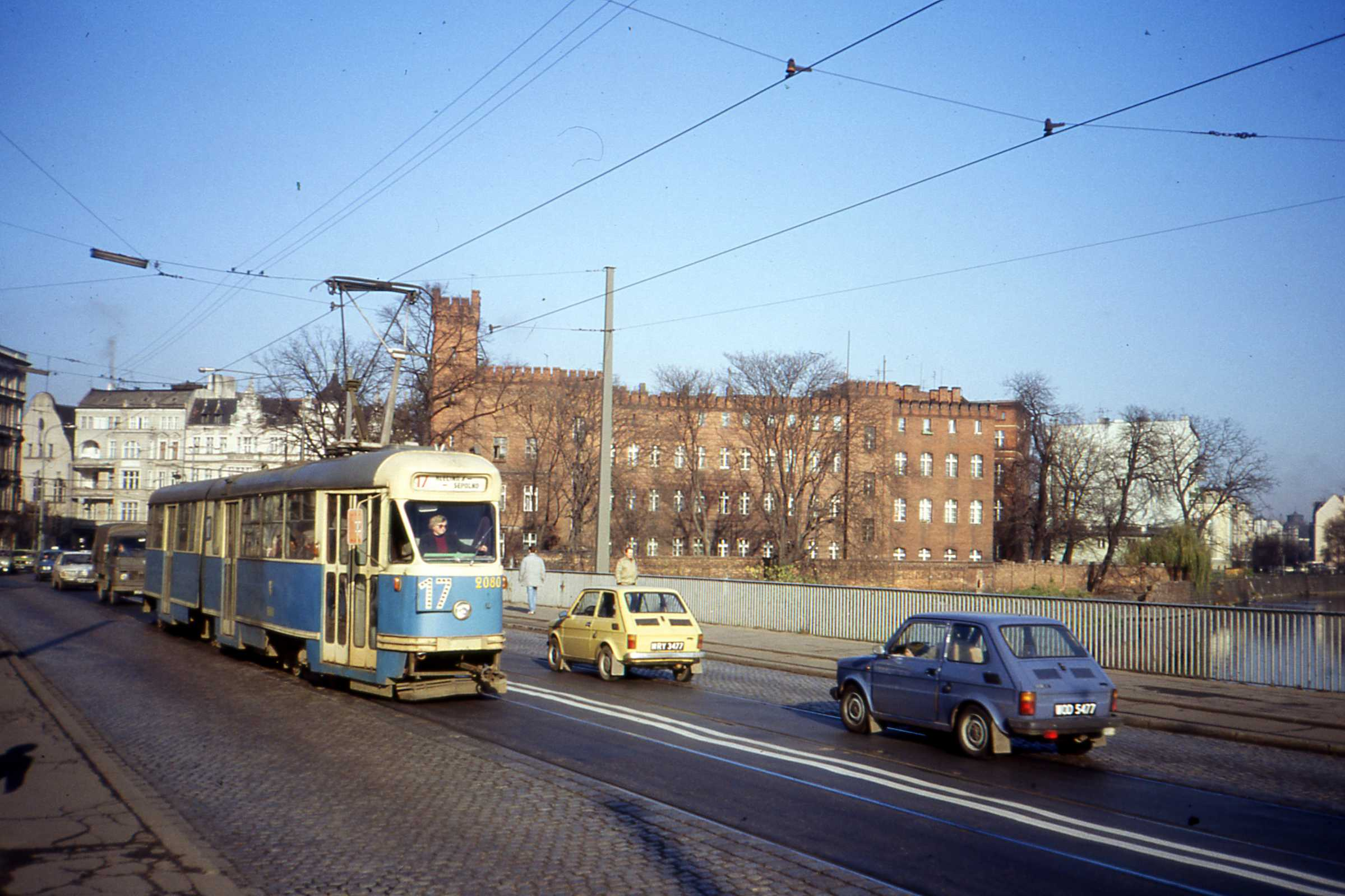
Enkelgelede Konstal 102Na tram waarvan er ook honderden in Polen zijn gebouwd. 1989.
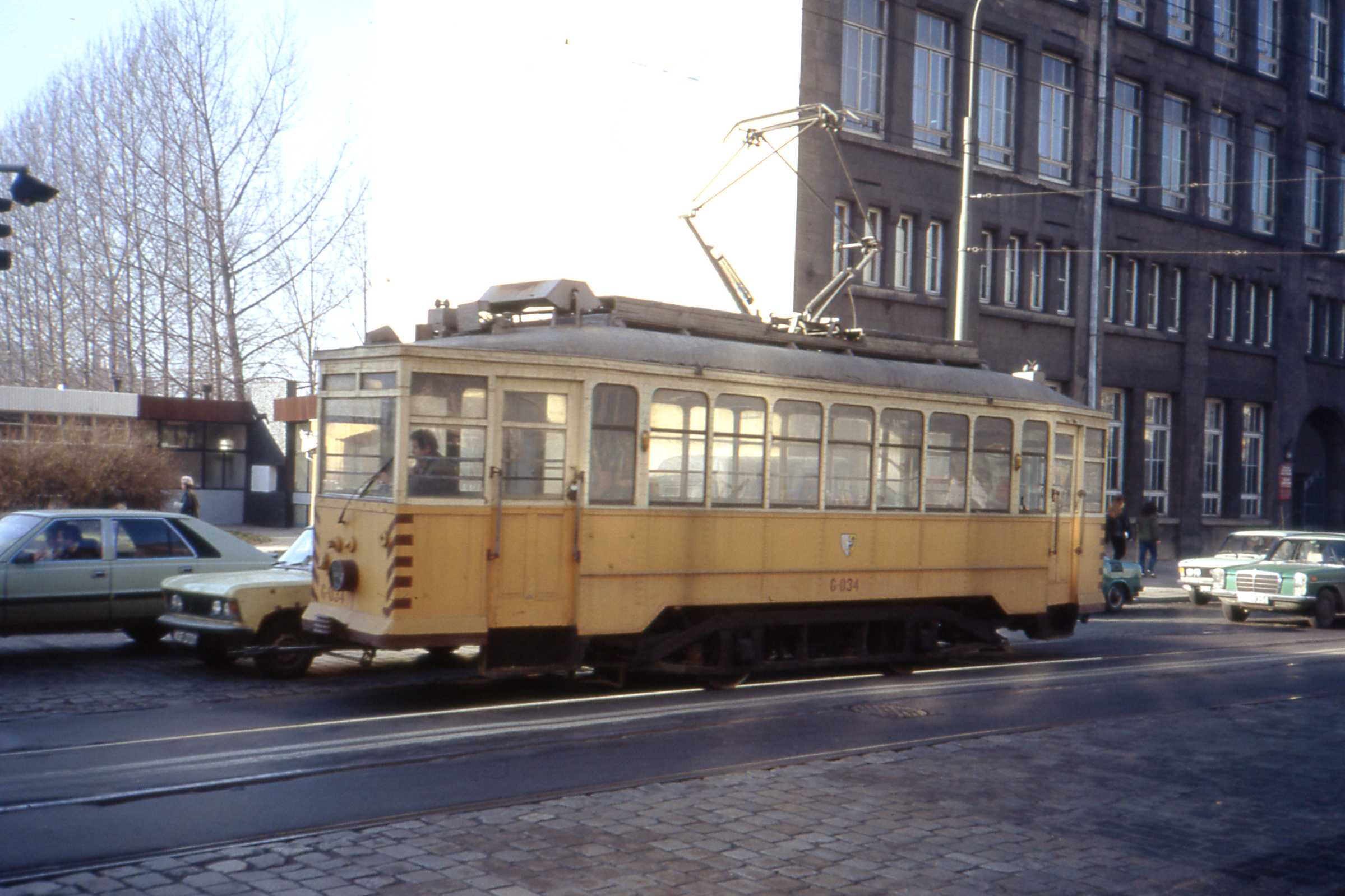
Opname, als werkwagen, van een LH Standard tram, gebouwd in 1929.
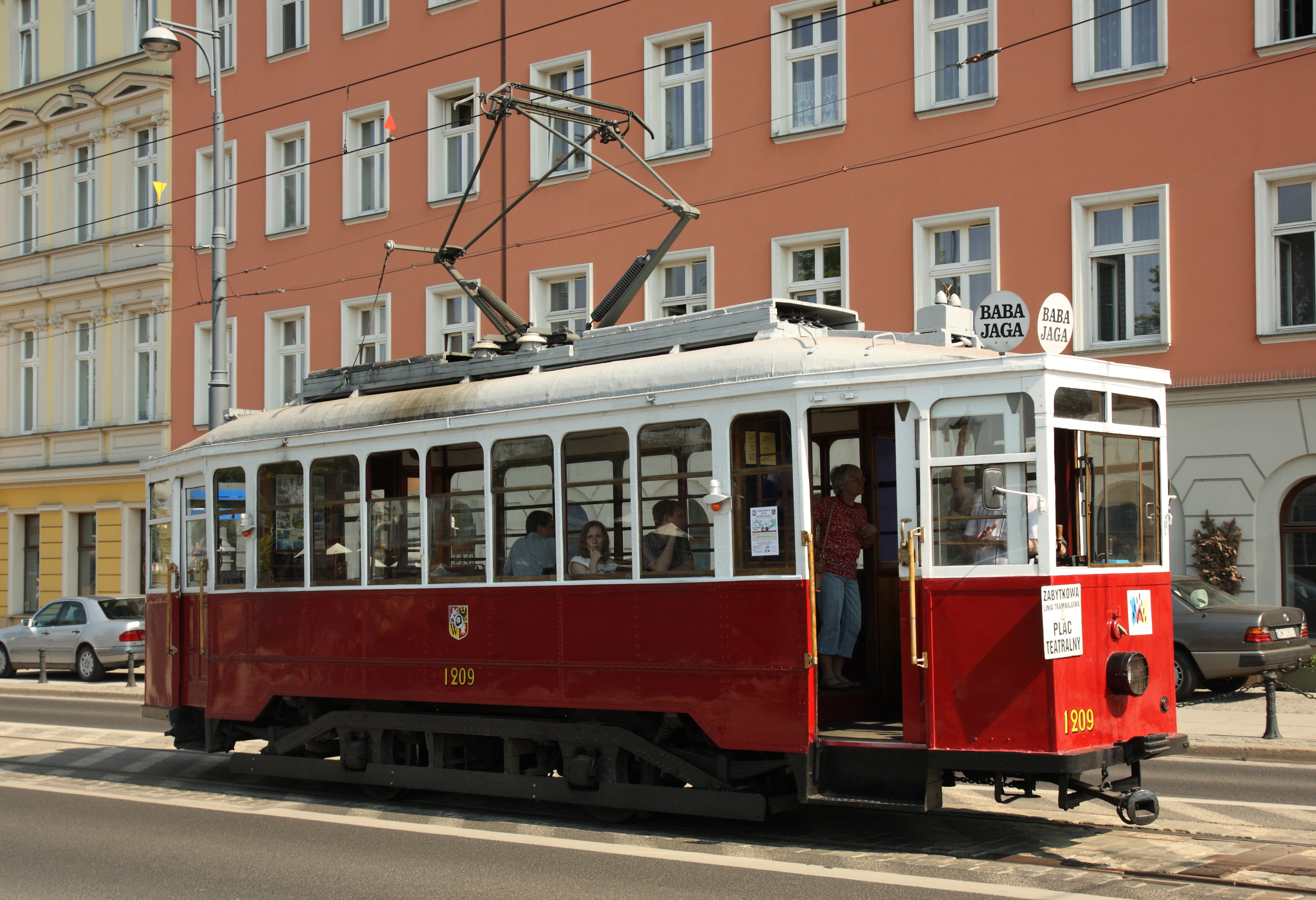
Museumtram 1209 is een LH Standard uit 1929. De pantograaf als stroomafnemer is niet authentiek.
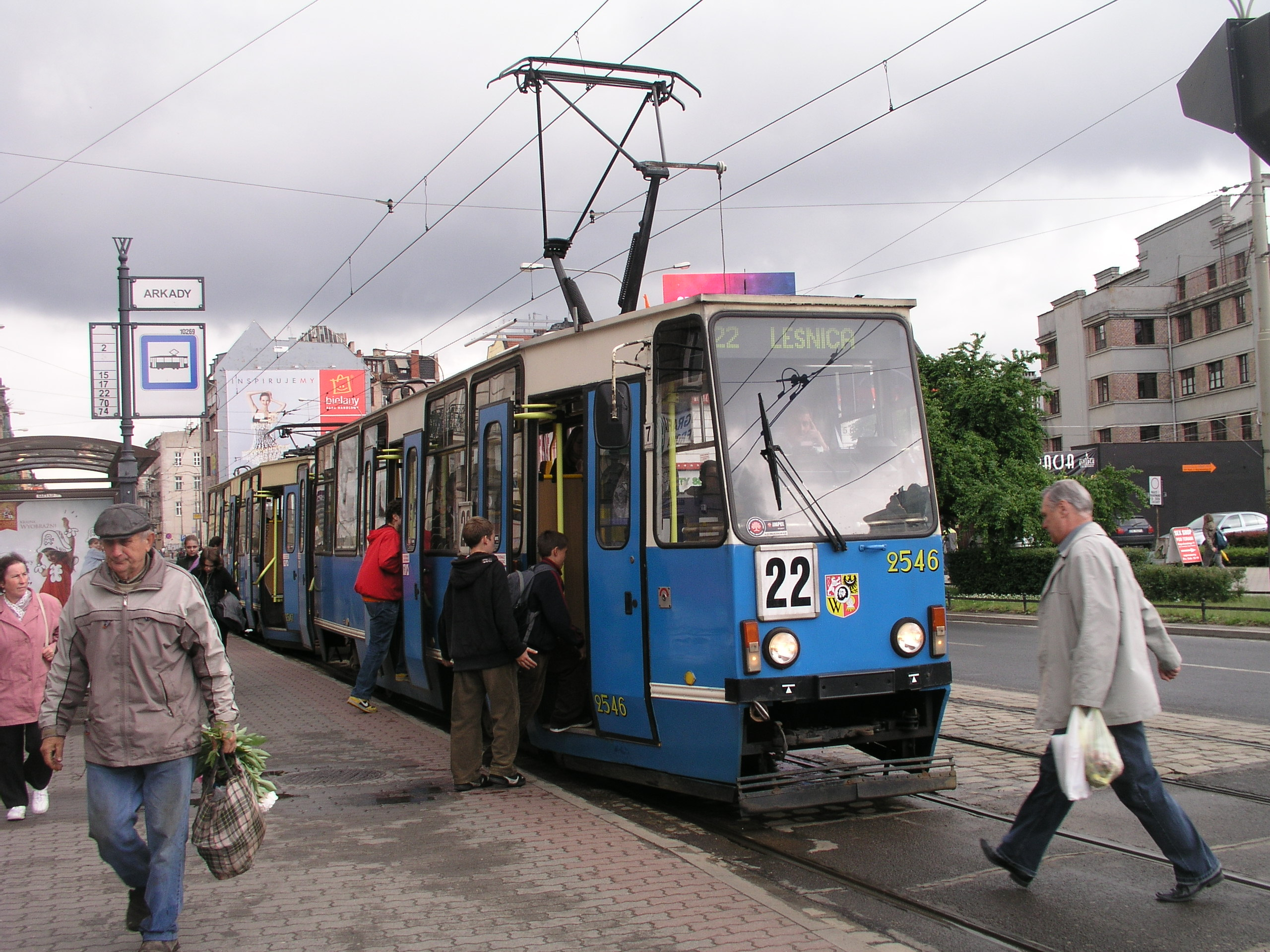
Gekoppeld Konstal stel (2x 105N) op lijn 22, halte Arkady, Wrocław, 2009.
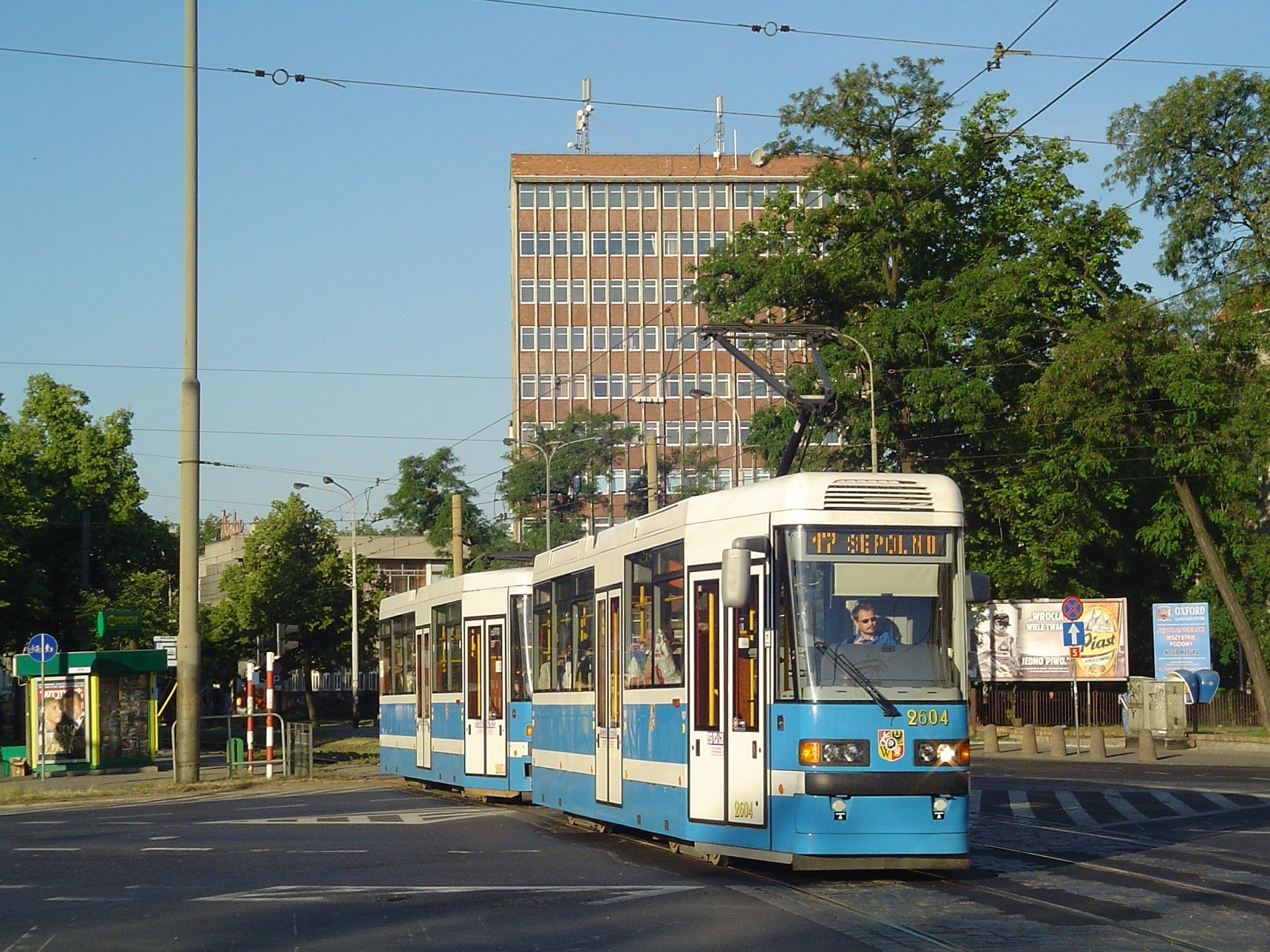
De WRAS 205 trams zijn gebaseerd op het vierassige Konstal model 105N. 2006.
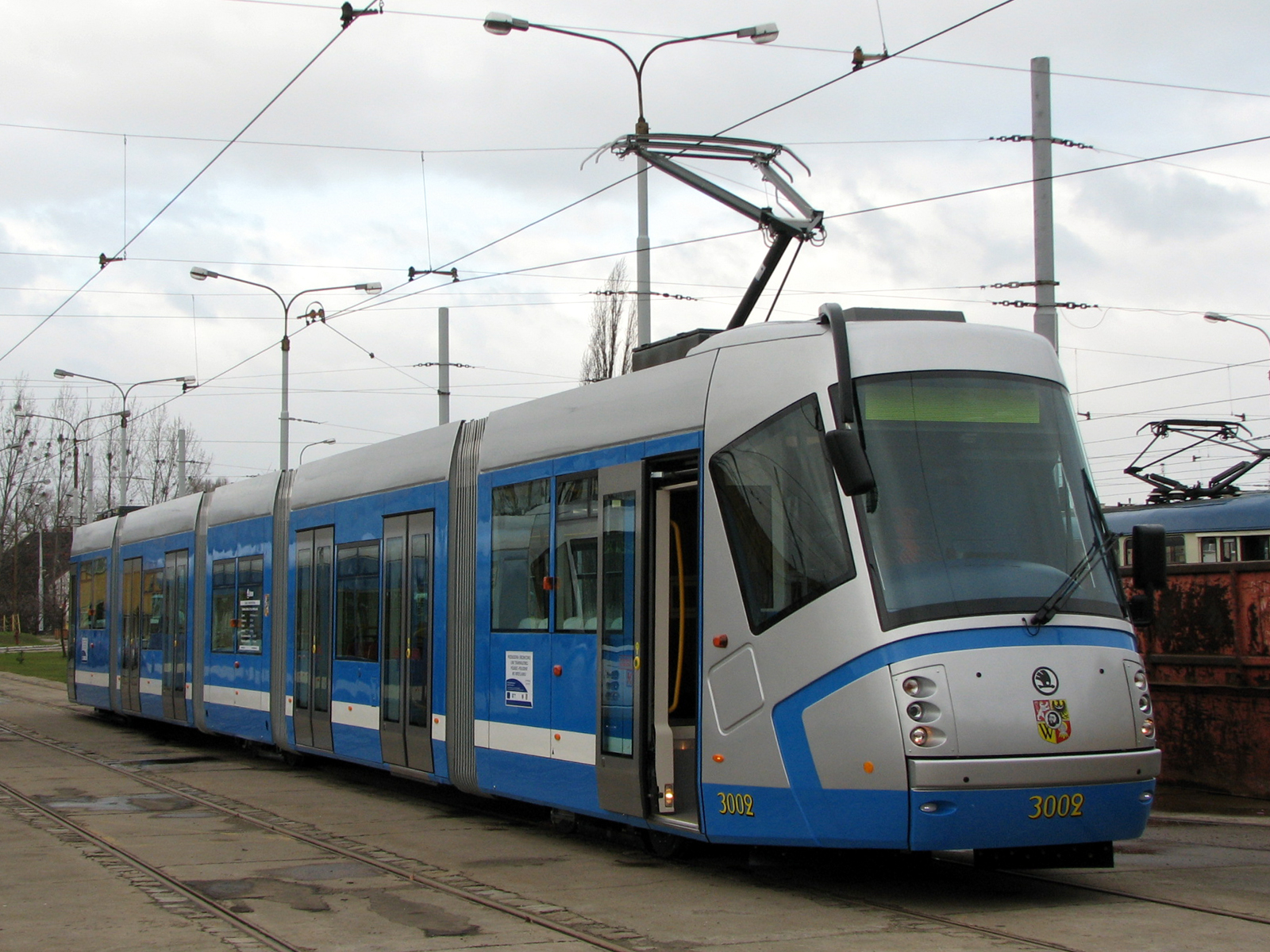
Škoda 16T tram, het eenrichtingsmodel, in de remise.
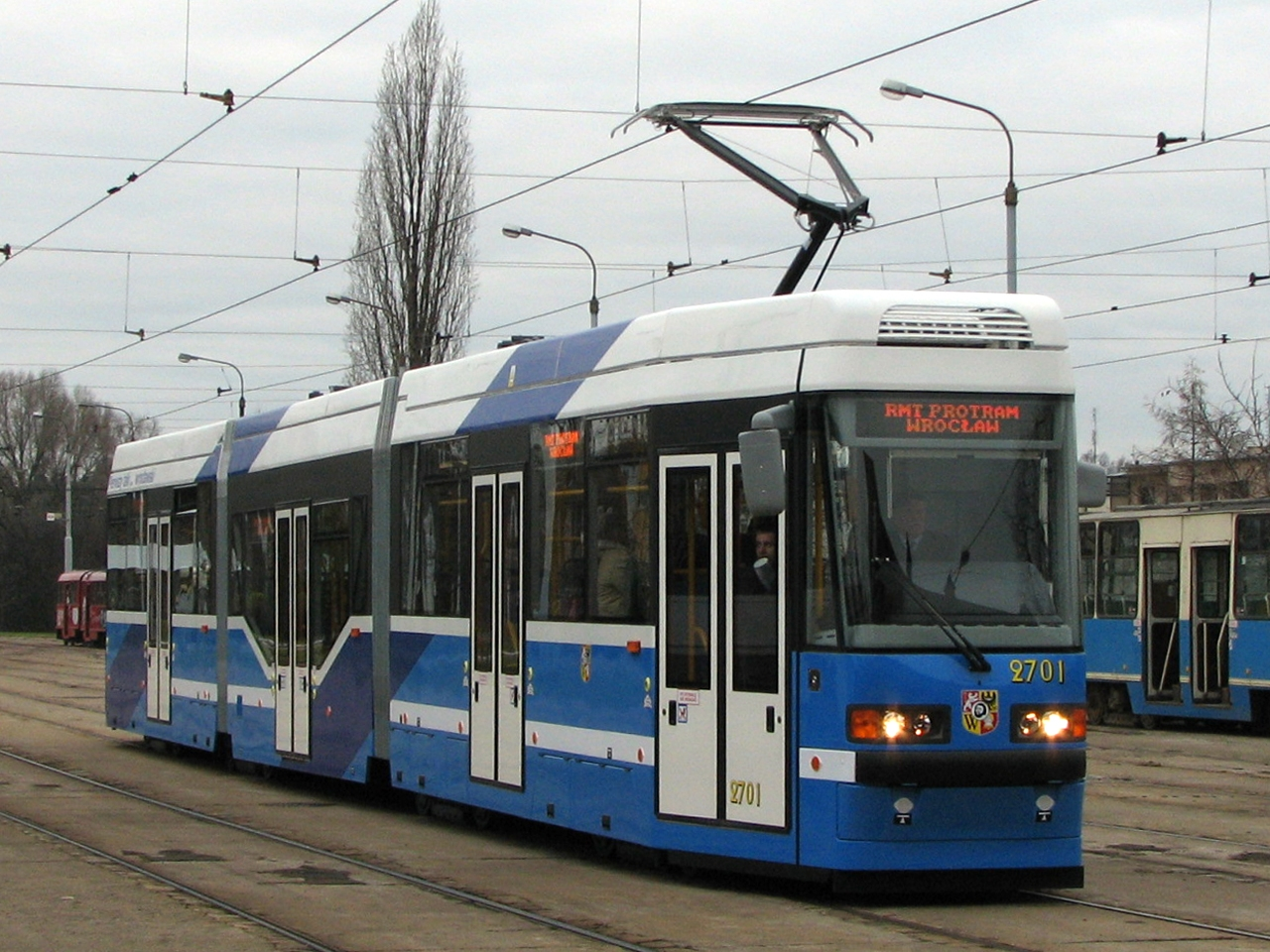
Dubbelgelede tram met verlaagd middendeel, type WRAS 205.

## Historisch materieel
Het historisch materieel omvat:
- Een replica paardentram (Lorca)
- Eén tweeassige motorwagen en een tweeassige bijwagen uit de jaren 1901-1902, type Berolina (nr.1 "Hans" en nr.2 "Gretel"). Deze trams zijn gebouwd door LHW/Trelenberg.
- 10 stuks LH Standard trams uit de jaren 1925-1929 (onder andere nr.1209, "Baba Jaga", in rode kleur, en nr.1217, "Juliusz", in crème kleur)
- Eén ‘Maximum’ LH motorwagen uit het interbellum; deze wagen is in zeer slechte staat
- 9 stuks Konstal N-type trams uit de jaren 1950-1951 (onder andere nr.1332 "Benny" en zijn bijwagen "Lolek")
- 2 Konstal type 102N trams uit 1969 (onder andere nr.2002 "Strachotek", ex. nr.2110)